# Otto Holmboe
Otto Holmboe, född den 27 december 1710 i Vardal, död den 1 oktober 1773 i Kristiania, var en norsk präst.
Holmboe, som var domprost i Kristiania, har ett ansett namn i norska kyrkans historia och på det norska lantbrukets område, särskilt som flitig nationalekonomisk författare.